# بقمچ
بقمچ، روستایی از توابع بخش مرکزی شهرستان چناران در استان خراسان رضوی ایران است. این واژه در اصل «بق مج» و به معنای عبادتگاه کوهستانی زرتشتیان است که با توجه به همجواری با روستای آتشگاه و همچنین وجود شواهد بسیار، منطقهٔ فوق دارای دیرینگی و تاریخ غنی است که نیاز به تحقیق و تفحص بسیار دارد.
از دیدنی‌های روستا کوچه‌های دالان‌شکل سنگی است که نواحی مختلف روستا را به هم وصل می‌کنند.

## جمعیت
این روستا در دهستان بقمچ قرار دارد و بر اساس سرشماری مرکز آمار ایران در سال ۱۳۹۵، جمعیت آن ۱۷۷۷ نفر (۵۲۹ خانوار) بوده‌است.